# Tomba de la Princesa
La Tomba de la Princesa és el nom que es dona a una part del conjunt de tombes situades als turons de la riba occidental del riu Nil a Assuan, zona coneguda com a Qubbet al-Hawa (volta ventosa). El conjunt es coneix com a Tombes dels nobles.
S'hi van excavar a la roca algunes tombes de prínceps de l'Imperi Antic fins a l'època romana, èssent les més importants les de la Dinastia VI amb molts textos biogràfics i de la Dinastia XII. Les tombes de la dinastia VI estan decorades amb pintures d'escenes de la vida quotidiana i de viatges. Les tombes de Sarenput I i II, de la dinastia XII, són les més ben acabades; altres corresponen a personatges rellevants: Pepinakht (Hekayib), Harkhuf, Khunes, Sibni, Mekhu. Il·luminades de nit es veuen des d'Assuan.
A la rodalia el monestir de Qubbet al-Hawa que ocupa una part del terreny de les tombes. Se'l coneix com a monestir de Sant Jordi o Deir Mari Girgis, però el nom antic no es coneix amb seguretat, ja que s'han trobat esments dels noms "Monestir de Sant Llorenç" i Monestir del Salvador" i un historiador àrab esmenta el monestir de Sant Antoni per la zona. Es creu que fou una dependència del monestir de Sant Simó. Les runes de l'església está a tocar de la tomba de Khune. El monestir conserva algunes pintures que es creu que són totes anteriors al 1180.